# Operationeel onderzoek
Operations research, operationele research of operationeel onderzoek (ook wel besliskunde, management science of OR genoemd) richt zich op de toepassing van wiskundige technieken en modellen om processen binnen organisaties te verbeteren of te optimaliseren.
Er wordt gebruik van gemaakt in de bedrijfskunde, de econometrie, de technische wetenschappen en de wiskunde. De meeste toepassingsgebieden zijn te vinden in het bedrijfsleven en binnen de non-profitsector.

## Geschiedenis
Het vakgebied besliskunde is tot ontwikkeling gekomen in en na de Tweede Wereldoorlog. Tijdens de Tweede Wereldoorlog werd in Engeland en de Verenigde Staten onderzoek gedaan naar het (kunnen) uitvoeren van bepaalde militaire operaties. Een pionier op dit gebied was de Amerikaanse natuurkundige Philip Morse. Dit heeft geleid tot de Engelse benaming van het vakgebied 'Operations Research'. 
Het meest productieve onderzoekscentrum in deze tijd was de RAND Corporation, een in Santa Monica (Californië) gevestigde denktank. Er werkten enkele geniale onderzoekers zoals John von Neumann, Oskar Morgenstern en John Nash. 
In deze omgeving werden vele toepassingen ontwikkeld die nu nog altijd aan de basis liggen van OR. Te denken valt hierbij aan de simplexmethode van George Dantzig en de speltheorie van Von Neumann en Morgenstern.

## Toepassing
In veel gevallen worden grootheden in verband met kosten, opbrengsten, winst of efficiëntie geoptimaliseerd onder zogenaamde randvoorwaarden. Voorbeelden hiervan zijn: 
- hoe kan een spoorwegmaatschappij zo veel mogelijk passagiers vervoeren, met slechts een beperkt aantal treinen en machinisten?
- hoe kan een telecommunicatiebedrijf een landelijk mobiel netwerk uitrollen tegen zo laag mogelijke kosten maar wel een voldoende hoge kwaliteit?

Vaak vertaalt een OR-probleem zich in een wiskundig probleem van het volgende karakter. Maximaliseer een functie terwijl de variabelen binnen bepaalde grenzen moeten blijven. Daarom wordt een dergelijk probleem ook weleens wiskundig programmeren genoemd. Terwijl dit eigenlijk maar een deelprobleem is. 
Een gestileerd voorbeeld verduidelijkt het karakter van een OR-probleem. In de praktijk zijn problemen met miljoenen variabelen geen uitzondering.  

{\displaystyle {\mbox{maximaliseer }}f(x_{1},x_{2})=x_{1}+2x_{2}\,}
onder de voorwaarden
{\displaystyle \ x_{1}<4}
{\displaystyle \ x_{1}>0}
{\displaystyle \ x_{2}>5}
{\displaystyle \ x_{1}+x_{2}=15}
Alhoewel dit voorbeeld vele facetten toont en zeer gemakkelijk op te lossen is, worden in de praktijk vaak problemen opgelost met duizenden en zelfs miljoenen variabelen. Ondanks de vooruitgang die men heeft gemaakt in de wiskundige technieken en ondanks de toename van de rekenkracht van de computers, zijn vele problemen in de praktijk onoplosbaar. Men kan meestal wel terugvallen op de Kuhn Tucker-voorwaarden, maar deze leveren in veel gevallen zeer grote stelsels van vergelijkingen op.
 

Het bekende vraagstuk van de handelsreiziger (TSP) die alle steden in een gebied één maal wil aandoen in een zo kort mogelijke route, is ook een typisch Operations Research-probleem. Zo is het vinden van de kortste reisweg nog altijd onoplosbaar, maar een zeer goede schatting is wel te maken met de huidige technieken. Het probleem is zelfs zo moeilijk oplosbaar, dat men in het jaar 2000, gedurende een korte tijd, een prijs van één miljoen dollar uitschreef voor de oplossing van het TSP.

## Overzicht
Men kan OR op verschillende manieren indelen. Dit overzicht geeft de belangrijkste technieken maar is verre van volledig:
- Niet-wiskundige technieken
- Wiskundige technieken
  - Unicriteria-technieken
    - Lineaire programmering
    - Interior point-technieken
    - Mixed Integer Lineair programmering
    - Branch and Bound
    - Kwadratisch programmeren
    - Algemene niet-lineaire optimalisering
    - Concave optimalisering

  - Multicriteria-technieken
    - Lexicografische technieken
    - Parametische technieken
    - Nutsfunctietechnieken
    - Wegingen
    - Interactieve technieken
    - Doelprogrammering
    - Outranking

  - Dynamisch programmeren
  - Stochastisch programmeren (Martingales, Markov-ketens etc.)
  - Speltheorie
    - Spelen tegen de natuur
    - Spelen tegen tegenstander

  - Netwerkanalyse
    - Overspanning
    - Hamiltoniaans pad
    - Euleriaans pad
    - Paringsproblemen

  - Heuristiek
  - Systeem dynamica
  - Resource Allocation (Pert etc.)

## OR-software
Voor veel van de genoemde wiskundige technieken die in het Operationeel Onderzoek gebruikt worden bestaat specialistische software. Modelleer-systemen gericht op het definiëren van optimalisatie-problemen zijn bijvoorbeeld:
- AIMMS
- AMPL
- GAMS
- Lingo
- MPL
- Mosel
- OPL
- Gurobi